# Sistema monetário carolíngio

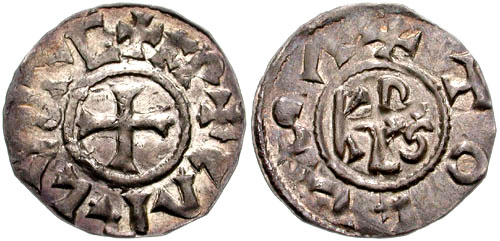
Denário de Carlos Magno.

Sob Carlos Magno, entre 781 e 790 , foi implementada uma vasta reforma monetária através da qual foram cunhados exactamente 240 denários de uma liga excelente a partir de uma libra de prata.
Esta reforma, iniciada por Pepino, o Breve , pai de Carlos Magno, previa uma moeda única legal e o "monometalismo da prata". Isso significa que foi criado dinheiro , dinheiro que não tinha múltiplos nem submúltiplos. O dinheiro era feito de prata e, portanto, não existiam outros metais no sistema previsto pela cunhagem carolíngia.
Este sistema monetário regulou a cunhagem na Europa durante muitos séculos, até que a Revolução Francesa e os acontecimentos a ela ligados levaram à afirmação do sistema decimal ; fenómeno que não afectou a Grã-Bretanha até 1971.
O facto de o dinheiro não ter múltiplos nem submúltiplos era bem-vindo numa economia não muito desenvolvida, onde o escambo comercial era frequentemente baseado na troca directa ou onde o dinheiro era usado para integrar o escambo que ocorria através da troca directa. Como não se previa a cunhagem de qualquer múltiplo de dinheiro, surgiu uma solução espontânea do uso diário: como se obtinham 240 denários de uma libra (peso) na casa da moeda, 240 denários passaram a equivaler a uma "lira" (unidade de conta).